# مقاطعة كويننغ
مقاطعة كويننغ (بالإنجليزية: Kweneng District)‏ هي مقاطعة في بوتسوانا، تتبع بوتسوانا، عاصمتها موليبولول، تبلغ مساحتها 35890 كيلومتر مربع.

## الموقع
تشترك في الحدود مع:
- المقاطعة المركزية
- المقاطعة الجنوبية
- مقاطعة كغالاجادي
- المقاطعة الجنوب شرقية
- مقاطعة كغاتلنغ
- مقاطعة غانزي.